# Widów (województwo śląskie)
Widów (niem. Wydow, 1936-1945 Widdenau) – wieś sołecka w Polsce położona w województwie śląskim, w powiecie gliwickim, w gminie Rudziniec.
W latach 1975–1998 miejscowość należała administracyjnie do województwa katowickiego.

## Nazwa
W księdze łacińskiej Liber fundationis episcopatus Vratislaviensis (pol. Księga uposażeń biskupstwa wrocławskiego) spisanej za czasów biskupa Henryka z Wierzbna w latach 1295–1305 miejscowość wymieniona jest w formie Widowa.

## Historia
Wieś wzmiankowana w 1305 roku.
Na terenie wsi rośnie chmielograb, którego obwód wynosi 360 cm.

## Zabytki
Średniowieczny gródek stożkowy z XIV w. w Widowie jest rzadkim tego rodzaju zabytkiem na terenie województwa śląskiego. Gródek jest bardzo cennym stanowiskiem archeologicznym. Zabytek znajduje się na skraju wsi, na południowy zachód od zabudowań Widowa. Relikty gródka położone są na niewielkim wzniesieniu, nad doliną bezimiennego strumienia wpadającego do rzeki Kłodnicy. Niewielki, ładnie położony gródek ma czytelną formę terenową i zajmuje powierzchnię około 0,3 ha. Gródek stożkowaty w Widowie datowany jest na XIV w. Można dodać, że pierwsza wzmianka w źródłach pisanych na temat wsi Widów pochodzi z 1305 r.